# Roy Sullivan
Roy Cleveland Sullivan (7 de fevereiro de 1912 — 28 de setembro de 1983) foi um guarda florestal nos Estados Unidos, em Shenandoah National Park, Virginia. Entre 1942 e 1977, Sullivan foi atingido por raios em sete diferentes ocasiões e sobreviveu a todas elas, o que lhe rendeu o apelido de "Para-raio Humano".
Cada um dos raios que atingiram Sullivan cobraram seu tributo, fazendo com que ele perdesse as sobrancelhas, unhas dos dedos do pé, tivesse seus cabelos queimados e sofresse até queimaduras no peito. Ele morreu em 28 de setembro de 1983, aos 71 anos, quando atirou em si mesmo com um revólver, possivelmente em resposta a uma decepção amorosa.
Dois de seus chapéus estão expostos no Guinness World Exhibit Halls em Nova Iorque e Carolina do Sul. Há uma placa na estrada em Tanner's Ridge no Page County, Virginia que fala a respeito de Sullivan.[carece de fontes?]